# Schlosseria
La schlosseria (gen. Schlosseria) è un mammifero perissodattilo estinto, imparentato con i tapiri. Visse nell'Eocene medio (circa 45 - 38 milioni di anni fa) e i suoi resti fossili sono stati ritrovati in Asia. 

## Descrizione
Questo animale era di piccole dimensioni: l'altezza al garrese non superava i 50 centimetri e la lunghezza totale non doveva oltrepassare un metro. Schlosseria era molto diverso dai tapiri attuali, non solo per quanto riguarda le dimensioni: la struttura del corpo era infatti decisamente gracile e le zampe erano molto allungate e sottili.
Il cranio di Schlosseria mostrava un principio di arretramento delle ossa nasali, ma non marcato come nell'affine Lophialetes: questa caratteristica porta a supporre la presenza di un labbro superiore muscoloso. La dentatura di Schlosseria era molto diversa dai membri della famiglia Tapiridae, in quanto i molari erano dotati di creste molto simili a quelle presenti sui denti dei rinoceronti: nei molari superiori il metacono era piatto e non concavo, mentre i molari inferiori erano dotati di una struttura a mezzaluna ben sviluppata (selenodonti). I canini della mandibola erano piccoli, e gli ultimi due incisivi erano ben spaziati fra loro.
Le zampe di Schlosseria erano estremamente allungate, con ulna e radio molto gracili, così come tibia e perone; gli arti erano tridattili, con il dito centrale più sviluppato. I metacarpi e i metatarsi erano allungatissimi, ancor più che in forme simili come Colodon. L'osso semilunare era interamente in contatto con l'osso uncinato. Era ancora presente l'osso trapezio.

## Classificazione
Il genere Schlosseria venne descritto per la prima volta nel 1926 da William Diller Matthew e Walter Granger, sulla base di resti fossili ritrovati in terreni dell'Eocene medio in Mongolia Interna (Cina). La specie tipo è Schlosseria magister, ma a questo genere è stata attribuita anche la specie S. hetaoyuanensis, rinvenuta nella zona di Shipigou (Henan, Cina). Altri fossili attribuiti a Schlosseria sono stati ritrovati anche in altri siti della Cina, del Kazakistan e della Mongolia. 
Schlosseria è un membro di una radiazione evolutiva di perissodattili arcaici che, nel corso dell'Eocene, andarono a occupare varie nicchie ecologiche. In particolare, Schlosseria è un rappresentante dei Lophialetidae, un piccolo gruppo di perissodattili vicini all'origine dei tapiri, ma differenziatisi da questi ultimi e specializzati per la corsa e in alcune caratteristiche dentarie, tipici dell'Eocene superiore asiatico. Affine a Schlosseria era Lophialetes. 

## Paleoecologia
Schlosseria doveva essere un veloce corridore, che si sviluppò nel corso dell'Eocene in Asia, quando iniziarono a diffondersi ambienti molto aperti nelle pianure dell'Asia centrale. L'adattamento alla corsa risultò fondamentale per sopravvivere all'aumento di aridità e di terreni brulli. La competizione con altre forme di ungulati corridori, come gli artiodattili arcaici, portò però alla scomparsa di questi insoliti "tapiri" corridori alla fine dell'Eocene.
Uno studio riguardante l'usura dentaria di Lophialetes e Schlosseria ha evidenziato come il primo fosse probabilmente un animale dalla dieta varia, che ingeriva sedimento e piccole quantità di frutta durante la nutrizione; il secondo, invece, nel corso del tempo passò verso una dieta sempre più abrasiva. Ciò potrebbe essere stato causato dalla diminuzione delle temperature globali che portò al cambiamento di vegetazione terrestre e all'inaridimento generalizzato (Gong et al., 2020).